# Actinostachys subtrijuga
Actinostachys subtrijuga är en ormbunkeart som först beskrevs av Carl Friedrich Philipp von Martius, och fick sitt nu gällande namn av Karel Presl. Actinostachys subtrijuga ingår i släktet Actinostachys och familjen Schizaeaceae. Inga underarter finns listade.